# Gare de Rumes
La gare de Rumes est une gare ferroviaire belge de la ligne 88A, de Tournai à Rumes et à la frontière. Elle était située au bourg centre de la commune de Rumes dans la province de Hainaut.
Mise en service en 1883, elle est totalement fermée aux services ferroviaires, comme cette section de la ligne, en 1964.

## Situation ferroviaire
Établie à 60 mètres d'altitude, la gare de Rumes était située au point kilométrique (PK) 11,8xx de la ligne 88A, de Tournai à Rumes et à la frontière, après la gare belge de Willemeau Froidmont, avant la frontière entre la Belgique et la France et la gare de Bachy - Mouchin, première gare française sur la ligne de Pont-de-la-Deûle à Bachy - Mouchin.

## Histoire

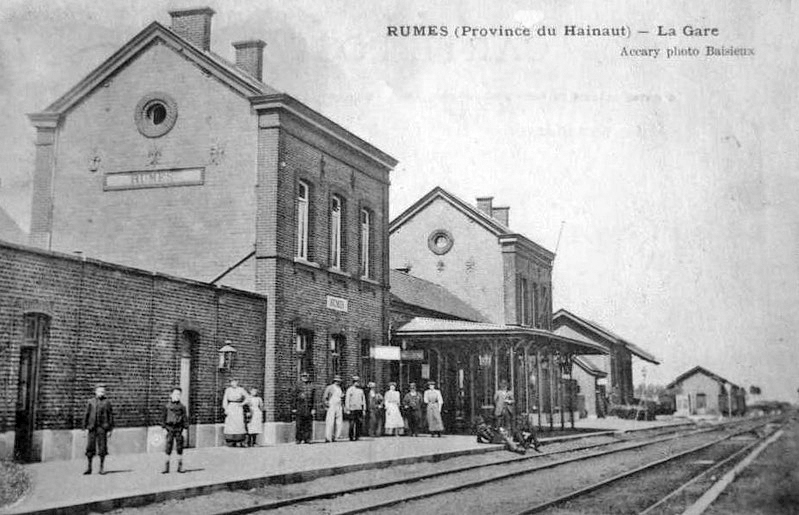
Les premiers bâtiments de la gare.

La gare de Rumes est mise en service le 30 décembre 1883 par les Chemins de fer de l'État belge lorsqu'ils ouvrent à l'exploitation la ligne de Tournai à Rumes et à la frontière française. Gare frontalière, elle dispose d'importants bâtiments (type 1873) prévus pour les services douaniers. Les trains de voyageurs français s'arrêtent à la station, les voyageurs passent au contrôle douanier puis prennent un train belge pour poursuivre leur voyage. Sur cette ligne à voie unique, la gare dispose de deux voies bordées de quais pour les voyageurs et d'une gare marchandise disposant notamment de plusieurs voies pour le dédouanement des marchandises.
À l'ouverture de la ligne, Willemeau est la seule station intermédiaire, les trains mettent 18 min entre la gare de Tournai et celle de Mure.
Lors de la Première Guerre mondiale les bâtiments de la gare subissent d'importants dommages, les bâtiments sont dynamités par les Allemands lorsqu'ils sont en retraite. Cela nécessite la construction de nouveaux édifices rapidement après la guerre. Rumes disposera alors d'un bâtiment pour le logement du chef de gare et du chef de la douane et d'un autre pour le service ferroviaire.
Un premier bâtiment provisoire, en pans de bois avec hourdage en brique, est construit dès la fin du conflit.
Peu de temps après, un bâtiment définitif type "reconstruction" est construit à côté du bâtiment provisoire. Ce dernier n'est pas démoli et servira de salle d'attente, de guichet et de magasin pour les colis ; le bâtiment en dur ne servant que de bureau et de logement de fonction. Le même arrangement est choisi pour la gare de Bléharies, dont le logement était en tous points identique à celui de Rumes.
En 1939, à l'approche de la Seconde Guerre mondiale la France ferme sa frontière et le trafic ferroviaire se réduit à une desserte locale dont la gare est le terminus. En 1943, les Allemands déposent les rails, entre Rumes et Bachy, pour une réutilisation sur un autre front. En face de la gare le petit hôtel servait de point d'accueil au réseau « Comète ». Les hôteliers et leurs filles étaient un maillon important pour faire traverser la frontière aux aviateurs et autres évadés qui arrivaient par le train.
Après la fin du conflit le trafic international n'est pas rétabli et le service des voyageurs de la Tournai prend fin le 19 juin 1950. Le bâtiment voyageurs est détruit en 1957. Le faible trafic local de marchandises prend fin en 1964 et la  voie est déposée quelques années plus tard, en 1995.

## Patrimoine ferroviaire
Les installations ont été détruites, seule subsiste l'ancienne maison du douanier et du chef de gare reconstruite après la Première Guerre mondiale (voir sur la photo de 1920 en haut à droite).